# 대니엘 스틸

대니엘 스틸의 서명

대니엘 스틸(Danielle Steel, 1947년 8월 14일 ~ )는 미국의 소설가이다. 로맨스 소설로 가장 잘 알려진 미국 작가이다. 현존하는 베스트셀러 작가이자 역사상 가장 많이 팔린 소설 작가 중 한 명으로 8억 부 이상 판매되었다. 2021년부로 140편 이상의 소설을 포함하여 190권의 책을 썼다.
대부분의 경력을 캘리포니아에 기반을 둔 스틸은 한 해에 여러 권의 책을 제작했으며 종종 한 번에 최대 5개의 프로젝트를 저글링했다. 그녀의 모든 소설은 양장본으로 발행된 것을 포함하여 베스트셀러가 되었다. 저술한 책에는 종종 감옥, 사기, 협박, 자살과 같은 어두운 요소의 위협을 받는 위기에 처한 부유한 가족이 등장한다. 스틸은 또한 어린이 소설과 시를 출판했으며 정신 질환 관련 조직에 자금을 지원하는 재단을 설립했다. 그녀의 책은 43개 언어로 번역되었으며, 이 중 22개는 TV용으로 각색되었으며, 그중 두 개는 골든 글로브 후보에 올랐다.